# N’Djamena
N’Djamena (ɨndʒəˈmeɪnə, bis 6. April 1973 Fort-Lamy; arabisch اِنْجَمِينَا, DMG Inǧamīnā ‚Indschamina‘) ist die Hauptstadt der Republik Tschad und zugleich größte Stadt des Landes. Bis November 1973 hieß sie Fort Lamy.

## Geographie
Die Stadt liegt im Südwesten des Landes am Zusammenfluss der Flüsse Logone und Schari, der hier die Grenze zu Kamerun bildet. Eine Brücke verbindet die Stadt mit Kousséri auf der anderen Seite.

### Stadtgliederung
N'Djaména gliedert sich in 10 Arrondissements. Diese werden weiter untergliedert in insgesamt 64 Quartiers:
| Arrondissement      | Anzahl Quartiers | Bevölkerung (2009) | zugehörige Quartiers |
| ------------------- | ---------------- | ------------------ | --- |
| 01er arrondissement | 11               | 75.203             | Allaya • Amsinéné • Ardeb-Timan • Djougoulier • Farcha • Guimeye • Karkandjeri • Madjorio • Massil Abcoma • Milezi • Zaraf |
| 02e arrondissement  | 05               | 59.260             | Bololo • Djamba Ngato • Goudji • Klémat • Mardjandaffack                                                                   |
| 03e arrondissement  | 06               | 40.928             | Ambassatna • Ardep • Djoumal • Djambalbarh • Gardolé1 • Kabalaye • Sabangali                                               |
| 04e arrondissement  | 04               | 72.067             | Blabine • Naga I • Naga II • Repos                                                                                         |
| 05e arrondissement  | 03               | 100.948            | Am-Riguebé • Champ de Fils • Ridina                                                                                        |
| 06e arrondissement  | 02               | 45.500             | Moursal • Paris-Congo |
| 07e arrondissement  | 10               | 223.231            | Ambatta • Amtoukoui • Atrone • Boutalbagara • Chagoua • Dembé • Gassi • Habena • Kilwiti • Kourmanadji                     |
| 08e arrondissement  | 06               | 184.641            | Angabo • Diguel • Machaga • Ndjari • Zaffaye-Est • Zaffaye-Ouest                                                           |
| 09e arrondissement  | 07               | 75.593             | Digangali • Gardolé 2 • Kabé • Ngoumna • Ngueli • Toukra • Walia                                                           |
| 10e arrondissement  | 10               | 74.047             | Achawayil • Djaballiro • Fondoré • Gaoui • Goudji-Charffa • Gozator • Hillé Houdjaj • Lamadji • Ouroula • Sadjeri          |
| N'Djaména           | 64               | 951.418            | |

### Klima
Die Temperatur in N’Djamena beträgt im Jahresmittel 28,1 °C, der durchschnittliche Niederschlag liegt jährlich bei 628 mm und ist hauptsächlich auf die Monate Juni bis September verteilt.
|                       | Jan  | Feb  | Mär  | Apr  | Mai  | Jun  | Jul  | Aug  | Sep  | Okt  | Nov  | Dez  |   |      |
| Mittl. Tagesmax. (°C) | 32,4 | 35,2 | 38,7 | 41,0 | 39,9 | 37,2 | 33,5 | 31,6 | 33,7 | 36,9 | 35,8 | 33,5 | ⌀ | 35,8 |
| Mittl. Tagesmin. (°C) | 14,3 | 16,6 | 21,0 | 24,8 | 25,8 | 24,7 | 23,1 | 22,4 | 22,7 | 21,8 | 17,8 | 14,8 | ⌀ | 20,8 |
|                       |      |      |      |      |      |      |      |      |      |      |      |      |   |      |
| Niederschlag (mm)     | 0    | 0    | 0    | 10   | 26   | 50   | 144  | 174  | 84   | 20   | 0    | 0    | Σ | 508  |
|                       |      |      |      |      |      |      |      |      |      |      |      |      |   |      |
| Sonnenstunden (h/d)   | 9,6  | 9,9  | 9,1  | 9,1  | 9,2  | 8,6  | 6,9  | 6,5  | 7,6  | 9,2  | 10,0 | 9,8  | ⌀ | 8,8  |
|                       |      |      |      |      |      |      |      |      |      |      |      |      |   |      |
| Regentage (d)         | 0    | 0    | 0    | 1    | 4    | 5    | 11   | 13   | 8    | 2    | 0    | 0    | Σ | 44   |
|                       |      |      |      |      |      |      |      |      |      |      |      |      |   |      |
| Luftfeuchtigkeit (%)  | 29   | 23   | 21   | 28   | 39   | 52   | 68   | 76   | 72   | 49   | 33   | 31   | ⌀ | 43,5 |

| 14,3 |

| 16,6 |

| 21,0 |

| 24,8 |

| 25,8 |

| 24,7 |

| 23,1 |

| 22,4 |

| 22,7 |

| 21,8 |

| 17,8 |

| 14,8 |

| 14,3 |

| 16,6 |

| 21,0 |

| 24,8 |

| 25,8 |

| 24,7 |

| 23,1 |

| 22,4 |

| 22,7 |

| 21,8 |

| 17,8 |

| 14,8 |

## Bevölkerung
N’Djamena hatte im Jahr 2012 ca. 1,1 Millionen Einwohner in der eigentlichen Stadt und 1,5 Millionen im Ballungsraum. Für 2035 wird mit einer Bevölkerung von 2,6 Millionen Menschen in der Stadt gerechnet.
Bevölkerungsentwicklung:
| Jahr              | Einwohner | Einwohner    |
| Jahr              | Stadt     | Ballungsraum |
| ----------------- | --------- | ------------ |
| 1993 (Zensus)     | 530.965   | 650.000      |
| 2012 (Berechnung) | 1.092.000 | 1.518.988    |

## Geschichte
Gegründet wurde der Ort von Émile Gentil zu Beginn der französischen Kolonialherrschaft am 29. Mai 1900 unter dem Namen Fort-Lamy. Benannt wurde er nach dem Afrikaforscher und Militärführer François Joseph Amédée Lamy, der fünf Wochen zuvor, am 22. April 1900, in der für die Franzosen siegreichen Schlacht bei Kousséri (Fort-Fureau), am gegenüberliegenden Ufer des Schari, gegen den arabischen Usurpator von Bornu, Rabeh-az Zubayr, gefallen war. Bis zur Unabhängigkeit des Landes 1960 war hier der Sitz der französischen Verwaltung.
Im Zweiten Weltkrieg diente die Stadt als Hauptumschlagplatz für Nachschublieferungen durch die Alliierten. Deswegen wurde Fort Lamy am 20. Januar 1942 in einer Geheimaktion von zwei deutschen Flugzeugen angegriffen.
Am 6. November 1973 wurde die Stadt in N’Djamena umbenannt; der arabische Name stammte von einem kleinen Ort in der Nähe und bedeutet „hier haben wir geruht“. Die Bevölkerung wuchs von 9.976 im Jahr 1937 über 126.483 1968 auf inzwischen rund eine Million Einwohner.
Während der Bürgerkriege in den 1970er und 1980er Jahren war die Stadt mehrfach umkämpft.
Während des Bürgerkrieges gab es auf die Hauptstadt 2006 und 2008 schwere Angriffe durch die Vereinigte Front für Wandel.
Im Juni 2015 töteten Attentäter der islamistischen Terrororganisation Boko Haram bei zwei Selbstmordanschlägen in N’Djamena 38 Menschen. Zehn Tatverdächtige wurden im August zum Tod durch Erschießen verurteilt.

## Wirtschaft
In N’Djamena kreuzen sich drei transafrikanische Straßenrouten:
- Trans-African Highway  (TAH 3), Tripolis-Windhoek-(Kapstadt)-Highway
- Trans-African Highway  (TAH 5), Dakar-N’Djamena-Highway
- Trans-African Highway  (TAH 6), N’Djamena-Dschibuti-Highway

N’Djamena verfügt über den internationalen Flughafen N’Djamena (IATA-Code NDJ), der von Cargolux, Air France, Ethiopian Airlines, Sudan Airways, Camair-Co und Turkish Airlines angeflogen wird. Es gibt keine Bahn-Anbindung. 2012 soll das Verkehrsministerium des Tschad mit einem chinesischen Unternehmen ein Abkommen geschlossen haben: Demnach sollte eine Bahnlinie von N’Djamena nach Süden zur Grenze mit Kamerun gebaut werden, eine weitere Bahnlinie sollte von N’Djamena aus nach Osten zur Grenze mit dem Sudan führen (siehe Schienenverkehr im Tschad).
In der Hauptstadt befindet sich die Universität N’Djamena. Die 1970 gegründete Einrichtung ist im Tschad die einzige ihrer Art.
Es gibt Fleischfabriken und eine Erdölraffinerie.

## Sehenswürdigkeiten
Die Sehenswürdigkeiten der Stadt sind das Musée National du Tchad und die Altstadt.

## Organisationen
Die Stadt ist Sitz der Tschadseebecken-Kommission.

## Söhne und Töchter der Stadt
- Jean Alingué Bawoyeu (* 1937), Politiker und Diplomat
- Euzébius Chinekezy Ogbonna Managwu (* 1959), römisch-katholischer Geistlicher, Bischof von Port-Gentil in Gabun
- Japhet N’Doram (* 1966), Fußballspieler und -trainer
- Mounira Mitchala (* 1979), Sängerin, Autorin, Komponistin und Schauspielerin
- Mahamat Idriss Déby Itno (* 1984), Militär und Politiker
- Misdongard Betoligar (* 1985), Fußballspieler
- Hillaire Kedigui (* 1985), Fußballspieler
- Leger Djime (* 1987), Fußballspieler
- Abdullah Omar (* 1987), bahrainischer Fußballspieler
- Bibiro Ali Taher (* 1988), Langstreckenläuferin
- Sitamadji Allarassem (1988–2014), Fußballspieler
- Ezechiel N’Douassel (* 1988), Fußballspieler
- Armel Koulara (* 1989), Fußballspieler
- Esaie Djikoloum (* 1991), Fußballspieler
- Hinikissia Albertine Ndikert (* 1992), Sprinterin
- Casimir Ninga (* 1993), Fußballspieler
- Demos Memneloum (* 1994), Judoka
- Bachir Mahamat (* 1996), Leichtathlet
- Fraïda Hassanatte (* 2004), Leichtathletin

## Städtepartnerschaften
- Toulouse, Frankreich, seit 1980.[5]
- Stupino, Russland, seit 2000.[6]